# شهرستان آدامز (پنسیلوانیا)
شهرستان آدامز، پنسیلوانیا (به انگلیسی: Adams County, Pennsylvania) شهرستانی در ایالات متحده آمریکا است که در پنسیلوانیا واقع شده‌است.

## خصوصیات
شهرستان آدامز ۱٬۳۵۲ کیلومترمربع مساحت دارد.